# An Bun Beag
An Bun Beag (ang. Bunbeg) – wieś w hrabstwie Donegal w prowincji Ulster w Irlandii. W 2011 roku liczba mieszkańców wynosiła 1553 osób.